# Кипр на летних Олимпийских играх 2024

## Медали
| Медаль  | Спортсмен(ы)    | Вид спорта     | Дисциплина | Дата      |
| ------- | --------------- | -------------- | ---------- | --------- |
| Серебро | Павлос Контидис | Парусный спорт | ILCA 7     | 7 августа |

## Квалификация
| № п/п | Вид спорта                | Мужчины        | Мужчины                | Женщины        | Женщины                | Всего          | Всего                  |
| № п/п | Вид спорта                | Завоевано квот | Количество спортсменов | Завоевано квот | Количество спортсменов | Завоевано квот | Количество спортсменов |
| ----- | ------------------------- | -------------- | ---------------------- | -------------- | ---------------------- | -------------- | ---------------------- |
| 1     | Велоспорт                 |                |                        | 1              | 1                      | 1              | 1                      |
| 2     | Спортивная гимнастика     | 1              | 1                      |                |                        | 1              | 1                      |
| 3     | Художественная гимнастика |                |                        | 1              | 1                      | 1              | 1                      |
| 4     | Дзюдо                     |                |                        | 1              | 1                      | 1              | 1                      |
| 5     | Лёгкая атлетика           | 1              | 1                      | 3              | 2                      | 4              | 3                      |
| 6     | Парусный спорт            | 2              | 2                      | 2              | 2                      | 4              | 4                      |
| 7     | Плавание                  | 1              | 1                      | 1              | 1                      | 2              | 2                      |
| 8     | Стрельба                  |                |                        | 1              | 1                      | 1              | 1                      |
| 9     | Фехтование                | 1              | 1                      |                |                        | 1              | 1                      |
|       | ИТОГО                     | 6              | 6                      | 10             | 9                      | 16             | 15                     |

## Состав команды
Велоспорт
 Шоссейный велоспорт
1. Антри Христофору[англ.]

Гимнастика
 Спортивная гимнастика
1. Мариос Георгиу

 Художественная гимнастика
1. Вера Туголукова[англ.]

 Дзюдо
1. София Асвеста

 Лёгкая атлетика
1. Милан Трайкович[англ.]
2. Оливия Фотопулу[англ.]
3. Елена Куличенко

 Парусный спорт
1. Денис Тарадин[англ.]
2. Павлос Контидис
3. Натаса Лаппа[англ.]
4. Марилена Макри[англ.]

 Плавание
1. Николас Антониу[англ.]
2. Калия Антониу[англ.]

 Стрельба
1. Констанция Николау[англ.]

 Фехтование
1. Алекс Тофалидес[англ.]

## Велоспорт

### Шоссейные велогонки
Кипр получил по рейтингу UCI одно место в женской групповой гонке на шоссе.
| Спортсмен        | Дисциплина              | Время   | Место |
| ---------------- | ----------------------- | ------- | ----- |
| Антри Христофору | Женщины групповая гонка | 4:10.20 | 62    |

## Гимнастика спортивная
Кипр получил одну квоту в личное многоборье у мужчин на Чемпионате Европы 2024 года в Римини, Италия.

### Мужчины
| Спортсмен      | Дисциплина          | Квалификация | Квалификация | Квалификация | Квалификация | Квалификация | Квалификация | Квалификация | Квалификация | Финал                | Финал                | Финал                | Финал                | Финал                | Финал                | Финал                | Финал                |
| Спортсмен      | Дисциплина          | Снаряды      | Снаряды      | Снаряды      | Снаряды      | Снаряды      | Снаряды      | Всего        | Место        | Снаряды              | Снаряды              | Снаряды              | Снаряды              | Снаряды              | Снаряды              | Всего                | Место                |
| Спортсмен      | Дисциплина          | В            | КН           | КО           | ОП           | ПБ           | П            | Всего        | Место        | В                    | КН                   | КО                   | ОП                   | ПБ                   | П                    | Всего                | Место                |
| -------------- | ------------------- | ------------ | ------------ | ------------ | ------------ | ------------ | ------------ | ------------ | ------------ | -------------------- | -------------------- | -------------------- | -------------------- | -------------------- | -------------------- | -------------------- | -------------------- |
| Мариос Георгиу | Многоборье          | 13,266       | 13,400       | 12,900       | 13,966       | 11,600       | 14,366       | 79,498       | 33           | завершил выступление | завершил выступление | завершил выступление | завершил выступление | завершил выступление | завершил выступление | завершил выступление | завершил выступление |
| Мариос Георгиу | Вольные упражнения  | 13,266       | —            | —            | —            | —            | —            | —            | 50           | завершил выступление | завершил выступление | завершил выступление | завершил выступление | завершил выступление | завершил выступление | завершил выступление | завершил выступление |
| Мариос Георгиу | Конь                | —            | 13,400       | —            | —            | —            | —            | —            | 35           | завершил выступление | завершил выступление | завершил выступление | завершил выступление | завершил выступление | завершил выступление | завершил выступление | завершил выступление |
| Мариос Георгиу | Кольца              | —            | —            | 12,900       | —            | —            | —            | —            | 56           | завершил выступление | завершил выступление | завершил выступление | завершил выступление | завершил выступление | завершил выступление | завершил выступление | завершил выступление |
| Мариос Георгиу | Параллельные брусья | —            | —            | —            | —            | 11,600       | —            | —            | 63           | завершил выступление | завершил выступление | завершил выступление | завершил выступление | завершил выступление | завершил выступление | завершил выступление | завершил выступление |
| Мариос Георгиу | Перекладина         | —            | —            | —            | —            | —            | 14,366       | —            | 8            | —                    | —                    | —                    | —                    | —                    | 13,333               | —                    | 6                    |

## Гимнастика художественная
Кипр получил одну квоту в личное многоборье на Чемпионате Европы 2024 года в Будапеште, Венгрия.
| Спортсменка     | Дисциплина | Квалификация | Квалификация | Квалификация | Квалификация | Квалификация | Квалификация | инал                  | инал                  | инал                  | инал                  | инал                  | инал                  |
| Спортсменка     | Дисциплина | Обруч        | Мяч          | Булавы       | Лента        | Всего        | Место        | Обруч                 | Мяч                   | Булавы                | Лента                 | Всего                 | Место                 |
| --------------- | ---------- | ------------ | ------------ | ------------ | ------------ | ------------ | ------------ | --------------------- | --------------------- | --------------------- | --------------------- | --------------------- | --------------------- |
| Вера Туголукова | Личное     | 31,150       | 31,200       | 30,600       | 28,800       | 121,750      | 16           | завершила выступление | завершила выступление | завершила выступление | завершила выступление | завершила выступление | завершила выступление |

## Дзюдо
Кипр получил по рейтингу IJF одно место в женские соревнования.
| Спортсмен     | Категория        | 1/16 финала            | 1/8 финала               | Четвертьфиналы        | Полуфиналы            | Утеш. поединки        | Финал / За 3 место    | Финал / За 3 место    |
| Спортсмен     | Категория        | Соперник Результат     | Соперник Результат       | Соперник Результат    | Соперник Результат    | Соперник Результат    | Соперник Результат    | Место                 |
| ------------- | ---------------- | ---------------------- | ------------------------ | --------------------- | --------------------- | --------------------- | --------------------- | --------------------- |
| София Асвеста | Женщины до 52 кг | MARСумия Ирауи В 01–00 | FRAАмандин Бюшар П 00–10 | завершила выступление | завершила выступление | завершила выступление | завершила выступление | завершила выступление |

## Легкая атлетика
Кипрские легкоатлеты выполнили нормативы для участия в Играх 2024 года, пройдя прямую квалификацию или по мировому рейтингу, в следующих соревнованиях (максимум по 3 спортсмена в каждом):
Беговые дисциплины
| Спортсмен       | Дисциплина        | Забеги    | Забеги | Утеш. забеги | Утеш. забеги | Полуфиналы            | Полуфиналы            | Финал                 | Финал                 |
| Спортсмен       | Дисциплина        | Результат | Место  | Результат    | Место        | Результат             | Место                 | Результат             | Место                 |
| --------------- | ----------------- | --------- | ------ | ------------ | ------------ | --------------------- | --------------------- | --------------------- | --------------------- |
| Милан Трайкович | Мужчины 110 м с/б | 13,43     | 4 Q    | —            | —            | 13,32                 | 3                     | завершил выступление  | завершил выступление  |
| Оливия Фотопулу | Женщины 100 м     | 11,50     | 7      | —            | —            | завершила выступление | завершила выступление | завершила выступление | завершила выступление |
| Оливия Фотопулу | Женщины 200 м     | 23,07     | 5 R    | 22,92        | 1 Q          | 22.98                 | 8                     | завершила выступление | завершила выступление |

Технические дисциплины
| Спортсмен       | Дисциплина              | Полуфиналы | Полуфиналы | Финал     | Финал |
| Спортсмен       | Дисциплина              | Результат  | Место      | Результат | Место |
| --------------- | ----------------------- | ---------- | ---------- | --------- | ----- |
| Елена Куличенко | Женщины прыжки в высоту | 1,92       | 7 q        | 1,95      | =7    |

## Парусный спорт
Кипр завоевал право выставить по одной лодке (яхте) в нижеследующих классах судов по результатам Чемпионата мира по парусному спорту 2023 года в Гааге, Нидерланды, регаты «Последний шанс» 2024 года в Йере, Франция и в результате перераспределения квот.
Гонки с выбыванием
| Спортсмен     | Дисциплина           | Открытые серии | Открытые серии | Открытые серии | Открытые серии | Открытые серии | Открытые серии | Открытые серии | Открытые серии | Открытые серии | Открытые серии | Открытые серии | Открытые серии | Открытые серии | Открытые серии | Открытые серии | Открытые серии | Открытые серии | Открытые серии | 1/4 финала            | Полуфинал             | Полуфинал             | Полуфинал             | Полуфинал             | Полуфинал             | Полуфинал             | Полуфинал             | Полуфинал             | Финал                 | Финал                 | Финал                 | Финал                 | Финал                 | Финал                 | Финал                 | Финал                 |
| Спортсмен     | Дисциплина           | 1              | 2              | 3              | 4              | 5              | 6              | 7              | 8              | 9              | 10             | 11             | 12             | 13             | 14             | 15             | 16             | Сумма          | Место          | Место                 | 1                     | 2                     | 3                     | 4                     | 5                     | 6                     | Всего побед           | Место                 | 1                     | 2                     | 3                     | 4                     | 5                     | 6                     | Всего побед           | Место                 |
| ------------- | -------------------- | -------------- | -------------- | -------------- | -------------- | -------------- | -------------- | -------------- | -------------- | -------------- | -------------- | -------------- | -------------- | -------------- | -------------- | -------------- | -------------- | -------------- | -------------- | --------------------- | --------------------- | --------------------- | --------------------- | --------------------- | --------------------- | --------------------- | --------------------- | --------------------- | --------------------- | --------------------- | --------------------- | --------------------- | --------------------- | --------------------- | --------------------- | --------------------- |
| Натаса Лаппа  | Женщины IQFoil       | 16             | 25 BFD         | 7              | 17             | 20             | 21             | 16             | 10             | 6              | 16             | 13             | 25 DSQ         | 6              | 22             | —              | —              | 170            | 19             | завершила выступление | завершила выступление | завершила выступление | завершила выступление | завершила выступление | завершила выступление | завершила выступление | завершила выступление | завершила выступление | завершила выступление | завершила выступление | завершила выступление | завершила выступление | завершила выступление | завершила выступление | завершила выступление | завершила выступление |
| Денис Тарадин | Мужчины Формула Кайт | 11             | 4              | 12             | 6              | 16             | 16             | 19             | отменены       | отменены       | отменены       | отменены       | отменены       | отменены       | отменены       | отменены       | отменены       | 49             | 12             | завершила выступление | завершила выступление | завершила выступление | завершила выступление | завершила выступление | завершила выступление | завершила выступление | завершила выступление | завершила выступление | завершила выступление | завершила выступление | завершила выступление | завершила выступление | завершила выступление | завершила выступление | завершила выступление | завершила выступление |

Медальные гонки
| Спортсмен       | Дисциплина     | Гонка | Гонка | Гонка | Гонка | Гонка | Гонка | Гонка | Гонка | Гонка    | Гонка    | Гонка | Гонка | Гонка | Баллы | Место |
| Спортсмен       | Дисциплина     | 1     | 2     | 3     | 4     | 5     | 6     | 7     | 8     | 9        | 10       | 11    | 12    | M*    | Баллы | Место |
| --------------- | -------------- | ----- | ----- | ----- | ----- | ----- | ----- | ----- | ----- | -------- | -------- | ----- | ----- | ----- | ----- | ----- |
| Павлос Контидис | Мужчины ILCA 7 | 17    | 5     | 27    | 5     | 10    | 5     | 3     | 7     | отменены | отменены | —     | —     | 4     | 56    | 2     |
| Марилена Макри  | Женщины ILCA 6 | 32    | 17    | 29    | 31    | 26    | 26    | 30    | 17    | 19       | отменена | —     | —     | EL    | 195   | 30    |

M = Медальная гонка; EL = Выбыл – не участвовал в медальной гонке

## Плавание
Кипрские пловцы получили два универсальные места для участия в олимпийском турнире пловцов.
Мужчины
| Спортсмен       | Дисциплина                  | Заплывы | Заплывы | Полуфиналы            | Полуфиналы            | Финал                 | Финал                 |
| Спортсмен       | Дисциплина                  | Время   | Место   | Время                 | Место                 | Время                 | Место                 |
| --------------- | --------------------------- | ------- | ------- | --------------------- | --------------------- | --------------------- | --------------------- |
| Николас Антониу | Мужчины 100 м вольный стиль | 50,35   | 43      | завершил выступление  | завершил выступление  | завершил выступление  | завершил выступление  |
| Калия Антониу   | Женщины 100 м вольный стиль | 54,72   | 18      | завершила выступление | завершила выступление | завершила выступление | завершила выступление |

## Стрельба
Кипр получил одно место в олимпийском турнире стрелков по Мировому Олимпийскому рейтингу.
| Спортсмен          | Дисциплина | Квалификация | Квалификация | Финал                 | Финал                 |
| Спортсмен          | Дисциплина | Баллы        | Место        | Баллы                 | Место                 |
| ------------------ | ---------- | ------------ | ------------ | --------------------- | --------------------- |
| Констанция Николау | Скит       | 116          | 20           | завершила выступление | завершила выступление |

## Фехтование
Кипр завоевал одну квоту в личный турнир мужчин-рапиристов на Зональном турнире Европы в Дифферданже, Люксембург.
| Спортсмен       | Дисциплина     | 1/32 финала                 | 1/16 финала          | 1/8 финала           | Четвертьфинал        | Полуфинал            | Финал / За 3 место   | Финал / За 3 место   |
| Спортсмен       | Дисциплина     | Соперник Счет               | Соперник Счет        | Соперник Счет        | Соперник Счет        | Соперник Счет        | Соперник Счет        | Место                |
| --------------- | -------------- | --------------------------- | -------------------- | -------------------- | -------------------- | -------------------- | -------------------- | -------------------- |
| Алекс Тофалидес | Мужчины рапира | POLАдриан Войтковяк В 15–10 | USAНик Иткин П 10–15 | завершил выступление | завершил выступление | завершил выступление | завершил выступление | завершил выступление |